# درقيات
الدَّرَقِيَّات أو الخنافس الدافنة أو فصيلة سيلفيدي (بالإنجليزية: Silphidae) هي فصيلة من الخنافس التي تشتهر باسم الخنافس آكلة الجيف (carrion beetles) أو خنافس الدفن (burying beetles). هناك فصيلتان فرعيتان: وهما سيلفينا (Silphinae) ونيكروفورينا (Nicrophorinae) وتتغذى الفصيلتان على المواد العضوية المتحللة مثل الحيوانات الميتة. وتختلف الفصائل فيما يتعلق بأيها يستخدم الرعاية الأبوية وأي أنواع الجثث تفضل. وتمثل الدرقيات أهمية كبيرة للعلماء المتخصصين في علم الحشرات الجنائي نظرًا لأنه يتم العثور عليها على الجثث المتحللة ويتم استخدامها للمساعدة في تقدير فترة ما بعد الوفاة أو PMI.

## وصلات خارجية
- Beetle News[وصلة مكسورة] Beginner's Guide : Silphidae (Part 2) - Richard Wright (ISSN 2040-6177, October 2009).